# دی.ئی.بی.اس.
دی. ئی.بی.اس. (انگلیسی: D.E.B.S.) فیلمی در ژانر جاسوسی، کمدی، و نقیضه به کارگردانی آنجلا رابینسون است که در سال ۲۰۰۴ منتشر شد. این فیلم نقیضه و تقلیدی است از فیلم فرشتگان چارلی که در سال ۲۰۰۰ به روی پرده رفته بود و داستان حول رابطهٔ عاطفی قهرمان و بدذات فیلم، که هر دو مؤنث هستند می‌گردد.

## بازیگران
- سارا فاستر
- جوردانا بروستر
- مگان گود
- دوون اوکی
- جیل ریچی
- جیمی سیمپسون
- جف استالتس
- هالند تیلور
- مایکل کلارک دانکن
- ایمی گارسیا
- جنیفر کارپنتر
- جنی ملن
- جسیکا کافیل
- اسکوت مک‌نری